# Chernihiv (huyện)
Huyện Chernihiv (tiếng Ukraina: Чернігівський район, chuyển tự: Chernihivs’kyi raion) là một huyện của tỉnh Chernihiv thuộc Ukraina. Huyện Chernihiv có diện tích 2555 km², dân số theo điều tra dân số ngày 5 tháng 12 năm 2001 là 61296 người với mật độ 24 người/km2. Trung tâm huyện nằm ở Chernihiv.